# さとう遥希
さとう 遥希（さとう はるき、1991年12月1日 - ）は、日本の元AV女優。元ロータスグループ所属。

## 略歴
熊本県出身。クレープ屋でアルバイト中にスカウトされ、2011年4月21日、SODクリエイトより作品「男子の格好をしているオンナのコは好きですか? 5」にてAVデビュー。AVデビュー前の男性経験人数は2人。その後キカタン（企画単体）女優として活躍。
2011年、OFA☆21・3期生オーディションに合格しメンバーになる。
2012年4月から半年間限定で、加藤リナ・つぼみ・小倉奈々・成瀬心美とともにスカパーアダルト応援隊『AIDL5』を結成した。
アダルトビデオ30周年記念企画（AV30）として2012年1月5日から2月29日まで行われた人気投票で、8位に選ばれた。
2013年、スカパー!アダルト放送大賞2013の女優賞・サイゾー賞を受賞。
2014年7月、セガのゲーム「龍が如く」のキャラクター出演をかけたセクシー女優人気投票にエントリー。また、同月24日のブログ記事で2014年11月をもって引退する事を発表した。コメント内で「龍が如く」を最後の一花としたいという旨の発言をしている。
2014年8月24日、結果発表。108,069票を集め6位に、「龍が如く0 誓いの場所」への出演権を獲得した。
2014年11月末をもって引退した。引退後もAV女優専門キャバクラに所属し、また「元AV女優さとう遥希」としてTwitterの更新を継続するなど業界と遠くない位置に身を置いていた時期があった。
2020年6月、サイゾー主催のオールタイム「好きなAV女優アンケートトーナメント」にノミネート。

## 人物
趣味:カラオケ、お菓子作り。

## 作品

### アダルトDVD

#### 2011年
| 2011年 | 2011年   | 2011年                           | 2011年         |
| タイトル | 発売日   | メーカー                         | 備考           |
| --- | -------- | -------------------------------- | -------------- |
| 男子の格好をしているオンナのコは好きですか? 5                                                                 | 4月21日  | SODクリエイト                    |                |
| 開眼どすけべセックス                                                                                          | 5月7日   | SODクリエイト                    |                |
| 中出し射精公衆便女                                                                                            | 6月4日   | SODクリエイト                    |                |
| 僕の性奴隷ペットになった兄嫁 2                                                                                | 7月1日   | プレステージ                     |                |
| バイトの中で一番カワイイあの娘とやっちゃった俺                                                                | 7月7日   | アキノリ                         | オムニバス作品 |
| 突撃!!女子のお宅に、おじゃまします。 issue.09                                                                 | 7月12日  | プレステージ                     |                |
| 世界一と世界二のチ●ポに薬漬けされて白目むくまでガン突きFUCK!!!                                                | 7月15日  | NON                              |                |
| 働くオンナ2 VOL.04                                                                                            | 7月21日  | プレステージ                     |                |
| 従順ペット候補生 #008 さとう遥希                                                                              | 8月2日   | プレステージ                     |                |
| TOKYO25時 Vol.06                                                                                              | 8月2日   | プレステージ                     |                |
| 激似 大●優子の講師も在籍する!! シャブられ予備校 ノドにアクメーション学院                                      | 8月5日   | NON                              | オムニバス作品 |
| マジックミラー便 リアル逆ナンパ!まだAV慣れしていないフレッシュ新人女優にHな指令むちゃブリます!                | 8月6日   | ディープス                       | オムニバス作品 |
| WATER POLE 05                                                                                                 | 8月11日  | プレステージ                     |                |
| 東京中出し女子校生37                                                                                          | 8月12日  | トップ・マーシャル               |                |
| 少女@時代 はるき                                                                                              | 8月12日  | アップス                         |                |
| さとう遥希＋美人AD加藤 所持金0円!唯一の武器はお色気!女2人ヒッチハイクの旅                                     | 8月20日  | ATOM                             |                |
| 新妻は夫に内緒で若い躰に勃起した義父のチ○ポを握りしめた                                                       | 8月20日  | ヒビノ                           |                |
| 自宅に連れ込み逆レイプ                                                                                        | 8月25日  | 美                               |                |
| さとう遥希 - 僕の会社の部下にめっちゃ可愛い女の子がいるので、勢いで口説いてみたら意外と簡単にAV出演してくれた | 9月9日   | トップ・マーシャル               |                |
| M顔 さとう遥希                                                                                                | 9月19日  | ドグマ                           |                |
| 体育会系部活少女 女子サッカー部 はるき                                                                        | 9月24日  | ラマ                             |                |
| ケモノたちの宴 囚われた優等生・矯正教育 恥辱の限りに犯されて…。                                               | 9月25日  | オーロラプロジェクト・アネックス |                |
| びちゃびちゃ潮吹きDX!                                                                                         | 9月25日  | kawaii*                          |                |
| ボイン大好きしょう太くんのHなイタズラ                                                                         | 10月6日  | グローリークエスト               |                |
| こうして彼女をモノにした。はるきちゃん                                                                        | 10月14日 | トップ・マーシャル               |                |
| コネ入社した人妻                                                                                              | 10月20日 | プレステージ                     |                |
| 隠れて夫の上司と接吻している新妻は我慢できずに入れたがる                                                      | 10月20日 | ヒビノ                           |                |
| 絶対に手を出してはいけない相手をレズ夜這い 3                                                                  | 10月20日 | アキノリ                         | オムニバス作品 |
| 人妻は二度犯される 第2章                                                                                      | 10月25日 | マドンナ                         |                |
| ふたりエッチしよっ!                                                                                           | 10月25日 | kawaii*                          |                |
| すぐに破れるコンドーム×さとう遥希                                                                             | 10月28日 | EROTICA                          |                |
| 向かいのマンションのハメ潮の女                                                                                | 10月28日 | BALTAN                           |                |
| 数年ぶりに会った叔父さんに「昔みたいに、一緒にお風呂に入ろうよ」と成長した身体を平気で見せる美巨乳の姪っ子    | 11月3日  | グローリークエスト               |                |
| 桃乳おっぱい娘中出しエッチ                                                                                    | 11月7日  | GLAY'z IMPACT                    |                |
| 夜行バスで偶然隣りの席に座った娘が好みで可愛かったので強引に迫ってみたら…                                     | 11月10日 | プレステージ                     | オムニバス作品 |
| 貸し切りS級素人娘。はるきちゃん                                                                               | 11月11日 | トップ・マーシャル               |                |
| 放尿玩具妻 渋谷区在住 さとう遥希婦人                                                                          | 11月19日 | ラビリンス                       |                |
| 誰にも言えない禁断のレズ恋愛 親友のママに愛されて… VOL.6                                                      | 11月19日 | ディープス                       |                |
| 小悪魔ボディーエステティシャン ふたりはエッチなレズ友達                                                       | 11月19日 | アンナと花子                     |                |
| 身もだえがとまらない!巨乳だらけの回春性感エステサロン                                                         | 11月19日 | ケイ・エム・プロデュース         |                |
| お嬢様の淫猥情報漏洩中 2                                                                                      | 11月22日 | プレステージ                     |                |
| 総菜屋の巨乳おねえさん今日のお仕事は中出し交尾 はるき                                                         | 11月24日 | サムシング                       |                |
| 若妻女教師風紀委員 遥希の失墜                                                                                 | 11月25日 | マドンナ                         |                |
| 隣の部屋で寝ていたはずの彼女の妹が姉と僕のエッチを覗き、頬を赤らめオナニーをしていたので…                     | 12月1日  | プレステージ                     | オムニバス作品 |
| 萌えキュン AKIBAコス                                                                                          | 12月1日  | ワンズファクトリー               |                |
| 超噴水レズ母娘 大量おもらし母と絶頂失禁娘                                                                     | 12月1日  | VENUS                            |                |
| さとう遥希の実家に、彼氏のフリして泊まりに行きます。                                                          | 12月13日 | プレステージ                     |                |
| さとう遥希のふしだらなお尻                                                                                    | 12月13日 | オーロラプロジェクト・アネックス |                |
| パーフェクトボディ×極太ディルドー調教絶頂エクスタシー                                                         | 12月19日 | クロス                           |                |
| 美尻・美乳・美肌・湯けむり温泉陵辱若妻                                                                        | 12月22日 | ヒビノ                           |                |
| とってもHなメニューが盛りだくさんのハミ乳巨乳レストラン 〜僕のバイト編〜                                      | 12月23日 | ケイ・エム・プロデュース         |                |
| ヤリパイ、僕専用 はるき(19歳)                                                                                 | 12月23日 | トップ・マーシャル               |                |
| こんでんすみるきぃ ぶっかけファン感謝祭 競泳水着編                                                            | 12月25日 | みるきぃぷりん♪                  |                |
| 全国女子大生図鑑☆東京 はるきちゃん                                                                            | 12月25日 | ビッグモーカル                   |                |

#### 2012年
| 2012年 | 2012年                        | 2012年                               | 2012年             |
| タイトル | 発売日                        | メーカー                             | 備考               |
| --- | ----------------------------- | ------------------------------------ | ------------------ |
| パーフェクトボディグラマラス | 1月1日                        | h.m.p                                |                    |
| ドリシャッ!! | 1月5日                        | ワープエンタテインメント             |                    |
| 私、結婚します。その前にあなたに会いたかった…。 | 1月7日                        | アキノリ                             |                    |
| ギャルの身体を手にいれた | 1月7日                        | GARCON                               |                    |
| ヤラず嫌い女王決定戦 | 1月7日                        | ATOM                                 |                    |
| 可愛い顔してダダ漏れおまんちょ | 1月13日                       | E-BODY                               |                    |
| 女子大生の携帯動画が流出している件 | 1月13日                       | トップ・マーシャル                   |                    |
| いけない女たち 3 | 1月13日                       | LEO                                  | オムニバス作品     |
| 義姉のカラダに弟の勃起チ○ポは暴発しそうだ | 1月19日                       | ヒビノ                               |                    |
| レズ奴隷 VOL.5 歪曲恋鎖・未成年ゆえの歪んだ欲望に支配されたラクロス部女子キャプテン                                                                                            | 1月19日                       | ディープス                           |                    |
| 無限絶頂アクメ | 1月20日                       | プレステージ                         |                    |
| 恋夜【ren-ya】Premium 第十一夜 | 1月20日                       | プレステージ                         |                    |
| M字令嬢 3D | 1月20日                       | NEXT GROUP                           |                    |
| お兄ちゃんあそぼ◆妹のおっぱい Part.2 はるきちゃん | 1月25日                       | THE WORLD                            |                    |
| 宅配巨乳ギャル!! 2 巨乳ギャルをあなたの好きにしていいですよ | 1月25日                       | 隼エージェンシー                     | オムニバス作品     |
| マ●コ・ペニクリ全員激潮浴びまくり大乱交 | 1月25日                       | OPERA［オペラ］                      |                    |
| 不倫溺愛録 Venus.008 | 1月27日                       | ONE DA FULL                          |                    |
| 巨乳でメガネで超カワイイ僕の義妹 はるき | 1月27日                       | 宇宙企画                             |                    |
| 同級生にオモチャにされる夢の学校生活 4 | 1月27日                       | ケイ・エム・プロデュース             |                    |
| 恥ずかしい失禁 羞恥で溢れだす女警備員の泉 | 2月1日                        | Fitch                                |                    |
| 友人の母親 | 2月1日                        | VENUS                                |                    |
| 時間よ止まれ! SP さとう遥希&愛原さえよ止まれ! | 2月9日                        | V&Rプロダクツ                        |                    |
| 続・ドエロ奥さん 6 | 2月10日                       | LEO                                  | オムニバス作品     |
| 夫の借金のせいで犯されイカされてしまう人妻たち | 2月10日                       | なでしこ                             | オムニバス作品     |
| 私を48時間、自由にして下さい | 2月13日                       | オーロラプロジェクト・アネックス     |                    |
| 俺の許可なく、絶対イクなッ!!!!! 早漏オンナをナマ殺す焦らし地獄のイキガマン | 2月15日                       | ワープエンタテインメント             | オムニバス作品     |
| 拝啓、お兄ちゃん。 | 2月15日                       | ワンズファクトリー                   |                    |
| 声NG!どんな場所でも、人がどんなに居ても、感じた声を絶対に出してはイケナイ指令にさとう遥希のアソコはマン汁でビチョビチョになっている!                                           | 2月16日                       | グローリークエスト                   |                    |
| 巨乳神コス | 2月19日                       | みるきぃぷりん♪                      |                    |
| 敏感すぎて痴漢を拒めない人妻はびしょ濡れマ○コに入れられて泡吹くほど感じてしまった                                                                                              | 2月23日                       | ヒビノ                               |                    |
| 舞ワイフ〜セレブ倶楽部〜 35 | 2月23日                       | AROUND                               | 「高森あゆみ」名義 |
| レズ レイプ RETURNS 4 | 2月25日                       | ジャネス                             |                    |
| 絶対服従!ドSなGALお姉さん2人のM男責め!! 10 | 2月25日                       | 未来・フューチャー                   |                    |
| 今すぐお金が必要なんで私を買って好きにしていいですよ | 2月25日                       | 隼エージェンシー                     | オムニバス作品     |
| 気持ち良すぎて大量潮吹き!本能剥き出しビショ濡れ女子校生 | 3月1日                        | ワンズファクトリー                   |                    |
| またがりたい… | 3月5日                        | ワープエンタテインメント             |                    |
| 転校したら男は僕一人ぼっちだった…。 8 | 3月8日                        | アキノリ                             |                    |
| 1人暮らしの寂しい僕の部屋にある日突然何でも言う事を聞くセックス専用ギャルロボットが送られてきた!!                                                                              | 3月8日                        | GARCON                               |                    |
| 有名女優の洗ってないアソコをクンニさせてくれますか? | 3月8日                        | V&Rプロダクツ                        | オムニバス作品     |
| 鬼イカセ | 3月9日                        | レアル・ワークス                     |                    |
| NR 3 | 3月11日                       | LEO                                  | オムニバス作品     |
| ノーパン High School | 3月13日                       | マルクス兄弟                         |                    |
| MOODYZファン感謝祭 バコバコバスツアー2012 小悪魔痴女たちの誘惑大乱交SP | 3月13日                       | MOODYZ                               |                    |
| 実家に結婚報告に帰って久しぶりに両親と川の字で寝ていたら、布団に潜り込んできて親が起きるくらい腰を振りまくった僕の婚約者                                                       | 3月15日                       | グローリークエスト                   |                    |
| この指でベロチュウしながらシゴいてあげる | 3月15日                       | ワープエンタテインメント             | オムニバス作品     |
| 幻母 家庭内ストーカーになった僕 | 3月19日                       | VENUS                                |                    |
| 止まらない潮吹き びしょ濡れSEX | 3月22日                       | プレステージ                         |                    |
| ヴァージンロード05 | 3月23日                       | ONE DA FULL                          |                    |
| HARUKI | 3月24日                       | HMJM                                 |                    |
| エロくて可愛い奉仕好き女にお口と手こきで連続発射されちゃいました | 3月25日                       | 隼エージェンシー                     | オムニバス作品     |
| 妹の性癖 はるきの幸せ家族計画◆ | 3月25日                       | JUMP                                 |                    |
| 騎乗位ディルド自慰 | 4月1日                        | ワンズファクトリー                   | オムニバス作品     |
| 競泳水着立ちオナニー | 4月1日                        | Fetishist/妄想族                     | オムニバス作品     |
| いつもは気にしていなかった女性が意外にも巨乳で、思わず見入って勃起したチ○コを彼女に気付かれてしまい…                                                                           | 4月3日                        | プレステージ                         | オムニバス作品     |
| ママのリアル性教育 | 4月5日                        | グローリークエスト                   |                    |
| 素股で生チ〇ポを生マ〇コで擦ってたら、気持ちいいから腰をグラインドさせすぎて…「あっ!入っちゃった!」ナマ挿入!お互い気持ちよすぎて訳もわからず最後は中出し!                      | 4月5日                        | グローリークエスト                   |                    |
| 狂おしき接吻と情交 新妻と義父 | 4月5日                        | ヒビノ                               |                    |
| ハメ潮!イキ潮!飲み潮!4Pエッチ! | 4月5日                        | SODクリエイト                        |                    |
| スク◆レズ2 〜先輩と私の同棲性活〜 Gカップ90cmはるき Gカップ92cmちえり | 4月6日                        | クリスタル映像                       |                    |
| 黒人巨大マラ VS 人気モデルランキングNO.1 | 4月10日                       | グローバルメディアエンタテインメント |                    |
| 隣の奴隷妻 2 | 4月12日                       | プレステージ                         |                    |
| ニーソックス萌え ＃2 絶対領域が眩しい美少女さとう遥希 | 4月13日                       | I.B.WORKS                            |                    |
| 可愛い巨乳娘1日貸します。 | 4月13日                       | TMA                                  |                    |
| 縛られたがる女子校生 | 4月13日                       | レアル・ワークス                     |                    |
| ある日突然モテ男に変身!?オッパイだらけの夢のハーレム性活 | 4月13日(DVD) 4月27日(Blu-ray) | ケイ・エム・プロデュース             |                    |
| 引越したらお隣さんは物凄い潮吹きのドEROい女子大生だったんです。 | 4月15日                       | ワンズファクトリー                   |                    |
| 淫乱大噴水 イグイグ大乱交 | 4月19日                       | 乱丸                                 |                    |
| 全身性感帯 2 | 4月20日                       | MAD                                  |                    |
| 近親相姦 第2章 私たちは毎日、義父、義兄の欲望のままにレイプされています | 4月25日                       | 隼エージェンシー                     | オムニバス作品     |
| 苦辱ハメ潮輪姦 | 5月1日                        | MOODYZ                               |                    |
| 知り合いの女がレズっているところを偶然見てしまった僕は初めての光景に興奮を抑えきれず勃起したチ○コを…                                                                           | 5月2日                        | プレステージ                         | オムニバス作品     |
| ヌレ濡れスケ透けボイン 2 | 5月3日                        | グローリークエスト                   | オムニバス作品     |
| お前の妻そんなにいいなら俺に抱かせろよ | 5月3日                        | タカラ映像                           |                    |
| さとうはるき潮吹きフルコース180分!! | 5月7日                        | みるきぃぷりん♪                      |                    |
| 巨乳若妻フィストファック | 5月7日                        | マドンナ                             |                    |
| ノーパン・ハイスクール 4 | 5月7日                        | プレミアム                           |                    |
| THEデリバリー!!巨乳ギャル4時間SP | 5月13日                       | 隼エージェンシー                     | オムニバス作品     |
| 地味子は隠れ巨乳 10 | 5月15日                       | ケー・トライブ                       |                    |
| エロ小説を読んで男のオナニーを見ているだけのつもりが、勃起したチ○ポを目の前にして女たちは我慢できずに触り、舐め、挿れて、激しくイキまくる!                                     | 5月17日                       | グローリークエスト                   | オムニバス作品     |
| 尻伝説 | 5月21日                       | 実録出版                             |                    |
| どじっ娘潜入捜査官 | 5月25日                       | 宇宙企画                             |                    |
| JK 空中悶絶 M男 射精責め | 6月1日                        | ブーツの館                           |                    |
| 美容部員たちの金玉虐め | 6月1日                        | ブーツの館                           |                    |
| チンポ折檻ブチ込みリンチ | 6月1日                        | ブーツの館                           |                    |
| 潮吹き大乱交 4時間SPECIAL | 6月1日                        | MOODYZ                               |                    |
| 田舎から妹が上京して僕の家に泊まりに来た!地味だった妹が超可愛くなっていてさらに無防備に見せる寝姿があまりにもエロく成熟した体を目の前にしたら発情を抑えられなくなってしまって… | 6月7日                        | GARCON                               | オムニバス作品     |
| 陵辱女捜査官 媚薬肉奴隷 | 6月7日                        | ヒビノ                               |                    |
| さとう遥希のチ○ポ責めに耐えたら10万円差し上げます | 6月8日                        | レアル・ワークス                     |                    |
| 極・縛馬 其の三 | 6月12日                       | MAD                                  |                    |
| KARMA 巨乳ソープへようこそ! | 6月13日                       | カルマ                               |                    |
| 淫乱 挟み撃ち 2 | 6月13日                       | MOODYZ                               |                    |
| 巨乳いもうと中出し 5 | 6月15日                       | ケー・トライブ                       |                    |
| 貞淑の限界 良妻は犯される度に潮噴射 | 6月15日                       | スターパラダイス                     |                    |
| 極 生中高級ソープ | 6月22日                       | プレステージ                         |                    |
| 入国審査で脱がされた女子大生 | 6月22日                       | EROTICA                              |                    |
| コスプレ中出し10連発! | 6月22日                       | 宇宙企画                             |                    |
| セクロスFrontier | 6月25日                       | CMP                                  |                    |
| Boin「さとう遥希」Box ボインレイヤー 新フェチモザイク | 7月1日                        | ABC/妄想族                           |                    |
| アクメ屋台がイクッ!!お客さんにバレないようにイキまくり!潮吹きまくり! | 7月5日                        | SODクリエイト                        |                    |
| さとう遥希が自画撮り盗撮!潜入裏風俗 | 7月5日                        | グローリークエスト                   |                    |
| 放課後ソープランド 3 | 7月5日                        | アキノリ                             |                    |
| JKチアガール 10 | 7月6日                        | クリスタル映像                       |                    |
| GLORY BODY エロイイ女をハメ倒せ!! | 7月7日                        | みるきぃぷりん♪                      |                    |
| 人妻レズスイミングレッスン | 7月7日                        | マドンナ                             |                    |
| Q極 スーパーデジタルモザイク 欲望カプチーノ 巨乳生美少女 | 7月7日                        | 桃太郎映像出版                       |                    |
| kira☆kira×E-BODY×kawaii*3メーカー連動コラボ作品第2弾！キラカワ☆E学園 HIGH SCHOOL GALS SPECIAL 壮絶中出し大乱交                                                                 | 7月19日                       | kira☆kira                            |                    |
| 美少女同棲レズビアン | 7月20日                       | プレステージ                         |                    |
| 美少女即ハメ白書 02 | 7月20日                       | プレステージ                         | オムニバス作品     |
| MAITTA 03 | 7月20日                       | プレステージ                         |                    |
| kawaii*×kira☆kira×E-BODY3メーカー連動コラボ作品第3弾!キラカワ☆E学園 エッチに弾けちゃうぞkawaii*大乱交                                                                          | 7月25日                       | kawaii*                              |                    |
| さとう遥希のコスプレ風俗案内所 | 7月27日                       | 宇宙企画                             |                    |
| SCOOPスペシャル 突然AV女優に勃起チ●コを見せつけたらどうなるのか!?大実験! | 7月27日                       | ケイ・エム・プロデュース             | オムニバス作品     |
| えっちな私のいつものセックス | 8月1日                        | S-Cute                               |                    |
| 巨乳ヨガインストラクターの自宅出張中出しSEX | 8月2日                        | グローリークエスト                   | オムニバス作品     |
| あぁ、義姉さんを100％孕ませたい…、僕より若い義姉さん、はるき | 8月3日                        | NON                                  |                    |
| GAL姉妹 強制レズビアン 3 | 8月5日                        | ジャネス                             |                    |
| 超高級童貞筆おろしソープ嬢 | 8月9日                        | SODクリエイト                        |                    |
| スク水H 45 | 8月10日                       | クリスタル映像                       |                    |
| カラダが卑猥なオンナと性交 | 8月10日                       | ドリームチケット                     | オムニバス作品     |
| 実証!訪問潮噴きクィーン | 8月10日                       | レアル・ワークス                     |                    |
| 汗まみれガチ交尾 | 8月10日                       | ワープエンタテインメント             |                    |
| オンナのカラダは飲んで溺れてハメて吹く酒乱体質で選ぶ。 | 8月13日                       | E-BODY                               |                    |
| 濃厚な女 | 8月13日                       | 隼エージェンシー                     |                    |
| 禁断介護 | 8月16日                       | グローリークエスト                   |                    |
| OPPAI Wエステ キス魔エステティシャンと中出し3時間 | 8月19日                       | OPPAI                                |                    |
| kira☆kira BLACK GAL 黒GAL温泉旅行☆潮吹きPUSSY DOLL | 8月19日                       | kira☆kira                            |                    |
| 衝撃!女が女のマ○コに頭をスッポリ挿入 さとう遥希、水嶋あずみのレズスカルファック                                                                                                | 8月23日                       | ROCKET                               |                    |
| 男に手を使わせない痴女達と贅沢なSEX | 8月25日                       | 美                                   |                    |
| 潮レズ | 9月6日                        | ディープス                           |                    |
| さとう遥希の家庭教師でしようよ | 9月7日                        | クリスタル映像                       |                    |
| Fetishグラビア 金蹴り撮影会!! | 9月7日                        | ブーツの館                           |                    |
| 大人のビニ本 starring by HARUKI/MIKU | 9月7日                        | NON                                  | オムニバス作品     |
| 侵入者 さとう遥希 | 9月7日                        | アタッカーズ                         |                    |
| わたしの好きな先生 | 9月19日                       | ゆり★ゆり                            |                    |
| いつでもどこでも潮吹き同棲生活 | 9月28日                       | 宇宙企画                             |                    |
| 極限露出で男漁り | 10月1日                       | MOODYZ                               |                    |
| 先生と私〜純愛レズビアン〜 | 10月1日                       | U&K                                  |                    |
| 愛人（パパ）撮って 被写体 No.6 | 10月2日                       | プレステージ                         |                    |
| 潮吹き さとう遥希 お貸しします。 | 10月5日                       | クリスタル映像                       |                    |
| 女系家族 もしもスーパーアイドルが僕と家族だったら… 3時間スペシャル | 10月12日                      | ケイ・エム・プロデュース             |                    |
| ビュービュー潮吹き 潮まみれダブル痴女2 | 10月19日                      | CROSS                                |                    |
| 純愛レズビアン ON LIVE 07 | 11月2日                       | ピエロ                               |                    |
| さとう遥希のソープしちゃうぞ | 11月2日                       | クリスタル映像                       |                    |
| ギャル女子校生-絶え間なく続くW野外露出潮吹き- | 11月19日                      | kira☆kira                            |                    |
| OPPAIぴったりインストラクタースペシャル 極上クビレBOINとエクササイズ 4時間 | 11月19日                      | OPPAI                                |                    |
| 巨乳すぎるおっぱいに誘惑される夢の部活動 | 11月23日                      | ケイ・エム・プロデュース             |                    |
| 超絶品BODY ドリーム大乱交 SPECIAL | 12月1日                       | MOODYZ                               |                    |
| さとう遥希式 早漏チ○ポ強化合宿 | 12月6日                       | アキノリ                             |                    |
| 汗だくセックス!ムキ出し!本気イキ! | 12月7日                       | h.m.p                                |                    |
| 超レア水着満載! 競泳水着専門 潮吹きインストラクター! | 12月7日                       | BeFree                               |                    |
| NON STOP ORGASM ポルチオエンドルフィン さとう遥希 全力絶頂 | 12月7日                       | クリスタル映像                       |                    |
| KMPドリーム2012 エッチな商店街は大騒ぎ全員集合スペシャル | 12月14日                      | ケイ・エム・プロデュース             |                    |
| ショートヘアーでコスプレしよッ さとう遥希 | 12月28日                      | 宇宙企画                             |                    |

#### 2013年
| 2013年                                                                                    | 2013年   | 2013年                     | 2013年             |
| タイトル                                                                                  | 発売日   | メーカー                   | 備考               |
| ----------------------------------------------------------------------------------------- | -------- | -------------------------- | ------------------ |
| THEガチンコプロレズ 7 潮!潮!ロメロスペシャルで潮噴出!                                     | 1月10日  | サディスティックヴィレッジ |                    |
| さとう遥希のメイドしちゃうぞ                                                              | 1月11日  | クリスタル映像             |                    |
| 人妻裏撮影会                                                                              | 1月11日  | ケイ・エム・プロデュース   |                    |
| スーパーボディ×もの凄い潮吹き汁まみれ デカチンハメ狂い                                    | 1月25日  | マルクス兄弟               |                    |
| 腰振りディルド騎乗位オナニー!                                                             | 1月25日  | マルクス兄弟               |                    |
| ボクの学園性活 いったい妹はどっち?                                                        | 1月25日  | 宇宙企画                   |                    |
| 潮吹き失禁巨乳メイド                                                                      | 1月25日  | JUMP                       |                    |
| 巨乳潮吹きインストラクター                                                                | 2月1日   | ワンズファクトリー         |                    |
| 親の目の前で犯されて感じる娘                                                              | 2月7日   | グローリークエスト         |                    |
| さとう遥希のドライブデートしようよ                                                        | 2月8日   | クリスタル映像             |                    |
| kira☆kira SPECIAL 逆痴漢★男を襲う超絶品BODY猛烈乱交                                       | 2月19日  | kira☆kira                  |                    |
| 監禁オナホール                                                                            | 2月19日  | クロス                     |                    |
| OPPAIナーススペシャル ロリ中出し4時間                                                     | 2月19日  | OPPAI                      |                    |
| 女体液                                                                                    | 2月21日  | グローリークエスト         |                    |
| 舞ワイフ〜セレブ倶楽部〜 47                                                               | 2月21日  | AROUND                     | 「高森あゆみ」名義 |
| やさしい同級生の性教育                                                                    | 2月22日  | 宇宙企画                   |                    |
| リメイク版〜舐められ倶楽部3 《ベロ長美人》                                                | 2月25日  | アロマ企画                 |                    |
| コスプレ例大祭 5                                                                          | 3月8日   | TMA                        | BD版               |
| アンナと遥希                                                                              | 3月19日  | アイデアポケット           |                    |
| さとう遥希と同棲しませんか？                                                              | 3月22日  | クリスタル映像             |                    |
| 逆◆チクビ痴漢                                                                             | 4月5日   | ドリームチケット           |                    |
| さとう遥希のナースでしようよ                                                              | 4月26日  | クリスタル映像             |                    |
| 顔騎少女 さとう遥希                                                                       | 7月1日   | 実録出版                   |                    |
| MOODYZファン感謝祭 自宅に押しかけ大乱交4時間SPECIAL                                       | 7月13日  | MOODYZ                     |                    |
| kira★kira BLACK GAL HIGH SCHOOL 2013逆レイプ★潮吹きスプラッシュ黒ギャルJK修学旅行         | 7月19日  | kira☆kira                  |                    |
| 煩悩寺主催 プロレスMIXタッグマッチ Vol.8〜鬼畜大宴会                                      | 7月26日  | 煩悩寺                     |                    |
| ノスタルジックヒロインPAIN #0003                                                          | 7月26日  | OK VENUS!!!                |                    |
| MOODYZファン感謝祭 バコバコバスツアー2013 お祭り大乱交スペシャル!!                        | 8月1日   | MOODYZ                     |                    |
| 美少女ボインの中出し乱交                                                                  | 8月1日   | ズッコン/バッコン          |                    |
| 出張! 夢のハーレムソープランド 貴方のお宅が泡姫天国でいっぱいに!                          | 8月9日   | ケイ・エム・プロデュース   |                    |
| 緊縛令嬢 さとう遥希                                                                       | 9月13日  | ケイ・エム・プロデュース   |                    |
| kira☆kira BLACK GAL HIGH SCHOOL 2013 黒ギャルJK修学旅行 潮吹きビーチ大乱交3時間スペシャル | 9月19日  | kira☆kira                  |                    |
| はじめての真性中出し さとう遥希                                                           | 10月1日  | MOODYZ                     |                    |
| 可愛い顔してデカ尻!!                                                                      | 10月30日 | MARRION                    |                    |
| さとう遥希と子作りSEXしませんか?                                                          | 11月9日  | アイエナジー               |                    |
| 中出し着衣ソープ                                                                          | 11月25日 | 本中                       |                    |
| 対魔忍ユキカゼ                                                                            | 11月29日 | ZIZ                        | 「秋山凜子」役     |
| 人気AV女優さとう遥希ちゃん・北川瞳ちゃん・友田彩也香ちゃんの休日に1日密着取材撮影!!       | 12月13日 | ケイ・エム・プロデュース   |                    |
| お尻すっごいソープ嬢                                                                      | 12月15日 | MARRION                    |                    |
| 黒人巨大マラハメ潮                                                                        | 12月19日 | サディスティックヴィレッジ |                    |
| 本中3周年記念作品!!美少女中出し島                                                         | 12月25日 | 本中                       |                    |

#### 2014年
| 2014年 | 2014年   | 2014年                           | 2014年                            |
| タイトル | 発売日   | メーカー                         | 備考                              |
| --- | -------- | -------------------------------- | --------------------------------- |
| 夢の一夫多妻 真性中出し | 1月1日   | MOODYZ                           |                                   |
| 真・時間が止まる腕時計パート2 時間停止病院でやりたい放題 | 1月9日   | ROCKET                           |                                   |
| AV女優と同棲しませんか?うらやましすぎる8時間SPECIAL 上原亜衣×つぼみ×さとう遥希×宇佐美なな                                                                         | 1月24日  | クリスタル映像                   | Blu-ray版同時発売                 |
| 私達があなたのストレス解消します!巨乳訪問サービス派遣センター | 1月24日  | ケイ・エム・プロデュース         |                                   |
| お姉さま4人と1日で40回も子作り | 2月1日   | ズッコン/バッコン                |                                   |
| 殿堂!スーパーアイドル8時間 さとう遥希2 | 2月14日  | ケイ・エム・プロデュース         | 単体ベスト作品、Blu-ray版同時発売 |
| 催眠素顔9 | 2月15日  | 催眠研究所                       |                                   |
| 姉折檻 | 2月21日  | グレイズ                         |                                   |
| お尻でイカせてあげる。〜卑猥尻でディープ尻摩擦〜 | 2月21日  | SEX Agent                        |                                   |
| こんな4人と旅に行きたい | 3月1日   | ズッコン/バッコン                |                                   |
| さとう遥希BEST SELECTION 4時間 | 3月21日  | TMA                              | 単体ベスト作品、Blu-ray版同時発売 |
| 南の島で男漁り!ヤリたい放題4人組の中出し旅行スペシャル | 3月25日  | 本中                             |                                   |
| さとう遥希コレクターズエディション 4時間 | 3月25日  | マルクス兄弟                     | 単体ベスト作品                    |
| 最高のデジ消し さとう遥希 怒涛!2時間生本番22連発! | 4月7日   | 桃太郎映像出版                   |                                   |
| さとう遥希 潮吹き BEST SELECTION | 4月13日  | BACK DROP                        | 単体ベスト作品                    |
| 絶対に感じてはいけない病院24時間 2 | 4月24日  | ATOM                             |                                   |
| 朝から晩まで中出しセックス 8 さとう遥希 | 4月24日  | アイエナジー                     |                                   |
| さとう遥希ファン感謝祭♪素人男性20人と本物中出し大乱交 | 4月25日  | 本中                             |                                   |
| Made in Heaven 6人のメイド娘 5時間 | 4月25日  | JUMP                             |                                   |
| いやらしいボンテージ痴女たちに発射を焦らされマニアックなテクニックで犯されたい!240分                                                                              | 5月1日   | スタイルアート/妄想族            |                                   |
| 淫らな腰振りノーパン巨尻痴女 さとう遥希 | 5月1日   | Fitch                            |                                   |
| エロ親戚4人と1日で40回も子作り | 5月1日   | ズッコン/バッコン                |                                   |
| こんな4人と酒を飲みたい | 5月1日   | ズッコン/バッコン                |                                   |
| パンストすけすけ同棲生活 さとう遥希 | 5月7日   | unfinished                       |                                   |
| 若妻猛烈交尾 | 5月8日   | タカラ映像                       |                                   |
| わがままボディ さとう遥希16時間 | 5月19日  | ROOKIE                           | 単体ベスト作品                    |
| オッパイ姉妹の仲良しエッチ 一緒に気持ち良くなろうよ 優菜真白 さとう遥希                                                                                           | 5月23日  | ケイ・エム・プロデュース         |                                   |
| さとう遥希スペシャル8時間-特別編- | 6月19日  | kira☆kira                        | 単体ベスト作品                    |
| グローブフェティッシュGloveFetish vol.01 さとう遥希×手袋 | 6月19日  | globefetish/妄想族               |                                   |
| 催眠研究‐素顔2‐ | 6月30日  | 催眠研究所                       |                                   |
| ドリームセレクト10 VOL.6 過去の名作の中から厳選10タイトルをセットにした豪華な永久保存版BOX!!                                                                      | 7月10日  | オーロラプロジェクト・アネックス |                                   |
| 着衣のままでヤル15人 1 | 7月10日  | GALLOP                           |                                   |
| 成瀬心美完全復活!? KMP人気企画を全部見せちゃいます SUPER SPECIAL                                                                                                  | 8月1日   | ケイ・エム・プロデュース         |                                   |
| さとう遥希の全部中出し21発BEST! | 8月25日  | 本中                             | 単体ベスト作品                    |
| つーちゃんの感度びんびん初体験 逢沢つばさ さとう遥希 | 8月25日  | kawaii*                          |                                   |
| かわいいボインの中出し乱交 浜崎真緒 川菜美鈴 佐々木恋海 さとう遥希                                                                                                | 9月1日   | ズッコン/バッコン                |                                   |
| 素人娘に見せつけ!センズリ鑑賞 | 9月5日   | 映天                             |                                   |
| 「ボイン離れできない爺ちゃんのイタズラ」VOL.1＆「『ヤらずに死ねるか…』チ○ポは勃ちづらくとも心はフル勃起!73歳にして新人AV男優誕生!決意のデビュー」VOL.1 さとう遥希 | 9月6日   | DANDY                            |                                   |
| イカセ死亡遊戯2 さとう遥希 | 9月6日   | ROCKET                           |                                   |
| 6時間まるごと!さとう遥希 | 9月6日   | ラハイナ東海                     | 単体ベスト作品                    |
| 料理教室で、生徒にバレないように先生とヤッた | 10月10日 | DIY                              |                                   |
| 丸1日貸切！何発ヌイても帰さない！！最高級おもてなしソープランド さとう遥希 浜崎真緒 湊莉久 愛須心亜                                                               | 10月10日 | ケイ・エム・プロデュース         |                                   |
| うらバコバコツアー2014 補欠者救済?つぼみ風雲急の野望!! | 11月1日  | MOODYZ                           |                                   |
| 私のバター犬 さとう遥希 | 11月20日 | レイディックス                   |                                   |
| 快楽に理性は崩壊。さとう遥希 | 12月1日  | TEPPEN                           |                                   |
| ZUKOBAKO 奇跡の夏休み 〜素人男性達が過ごした夢の1日〜 | 12月1日  | ズッコン/バッコン                |                                   |
| 引退!!緊急発売 これで見納め!!!!!史上最高のデジ消し!!!!!! さとう遥希                                                                                               | 12月7日  | 桃太郎映像出版                   |                                   |
| ご近所のママ友にレズ調教されています。 さとう遥希 桐島綾子 加山なつこ                                                                                             | 12月7日  | ビビアン                         |                                   |
| 一夜れず 水咲あかね さとう遥希 | 12月13日 | U&K                              |                                   |

#### 2015年
| 2015年                                                                          | 2015年  | 2015年                               | 2015年 |
| タイトル                                                                        | 発売日  | メーカー                             | 備考   |
| ------------------------------------------------------------------------------- | ------- | ------------------------------------ | ------ |
| 緊縛令嬢姉妹 さとう遥希 大槻ひびき                                              | 2月13日 | ケイ・エム・プロデュース             |        |
| 黒人テラチ○ポ・オン・ザ・ロード さとう遥希編                                    | 2月25日 | グローバルメディアエンタテインメント |        |
| 主人が帰ってくるまでに… 義弟と兄嫁の許されざる背徳の日常 さとう遥希             | 2月25日 | マドンナ                             |        |
| 男性社員専用肉便器オフィスレディ〜性欲処理課に配属された新人巨乳〜 さとう遥希   | 3月1日  | Fitch                                |        |
| 新人・さとう遥希デビュー…そして、引退。                                         | 3月6日  | h.m.p                                |        |
| こちら全裸家政婦派遣所 巨乳課 さとう遥希です。                                  | 3月13日 | なでしこ                             |        |
| 犯され潮吹き妻 さとう遥希                                                       | 5月20日 | STAR PARADISE                        |        |
| パイパン全裸奴隷 夫の部下に剃毛調教された爆乳妻 さとう遥希                      | 6月1日  | Fitch                                |        |
| 清純が好き？スケベが好き？W中出しバトル凄マンテクニック！！ 上原亜衣 さとう遥希 | 6月25日 | 本中                                 |        |

#### 2017年
- 淫乱巨乳グラマラス さとう遥希コンプリートBEST8時間 (8月1日、Fitch) ※単体ベスト

### イメージDVD
- エロキュート さとう遥希（2013年8月27日、オルスタックピクチャーズ）

### ネット配信
- No.350 さとう遙希（2011年6月29日、Tokyo247）
- 高森あゆみ（2012年4月7日、舞ワイフ）※「高森あゆみ」名義
- はるき（2012年4月29日、Tokyo247）
- HARUKI（2012年6月7日、すっごくカラダのE子ちゃん）
- みくえ（2012年7月16日、G-AREA）
- ひかり（2012年8月12日、応募即撮りH系）
- はるき 2（2012年10月28日、Tokyo247）
- 素人娘にお願いしました。 友達に見られながらカフェでラブホで羞恥プレイ（2012年11月16日、ゲンエキ）
- Haruki（2012年12月1日、S-CUTE）
- 遥希（2012年12月8日、BoinBB）
- Haruki 2（2012年12月16日、S-CUTE）
- はるみ（2012年12月23日、ビニ本本舗）
- 高森あゆみ 2（2013年3月28日、舞ワイフ）※「高森あゆみ」名義
- HARUKI（2013年5月28日、Natural 9）
- 遥希（2013年7月19日、出会い系素人）
- HARUKI（2013年10月20日、PORNOGRAPH）
- はるき（2013年12月13日、素人お姉さん）
- はるみ 2（2014年5月18日、ビニ本本舗）
- はるみ 3（2014年6月16日、ビニ本本舗）
- 遥希（2015年6月4日、超素人）
- かなちゃん(21歳フラワーショップ店員)（2016年5月4日、エチケット）
- 遥希（2016年10月2日、グラギャルDEEP）
- はるき（2018年8月2日、Beauty）
- はるき（2018年10月28日、P-WIFE）
- はるき（2018年12月5日、ちちくりジョニー）
- はるき 2（2019年10月30日、P-WIFE）
- はるきちゃん（2019年11月1日、嗚呼、素人）
- はるき（2020年7月24日、はめチャンネル）
- はるき 2（2020年7月24日、はめチャンネル）
- 遥希（2021年3月13日、シロウトタッチ）

### アダルトDVD（無修正）
- さとう遥希無修正衝撃解禁 トリプルエックス独占配信 フルHD VIP完全版（2014年7月16日、トリプルエックス）

## 出演

### オリジナルビデオ
- 犯され続ける貞淑妻 アナタごめんなさい（2012年）[12]
- ネオン蝶 第二幕（2013年7月19日、オールイン エンタテインメント）監督:サトウトシキ[13]
- 連合の女（2014年5月2日、オールイン エンタテインメント）監督:宇智田尚幸 [14]

### テレビ
- ビートたけしの親切な人が5千万円貸してくれないかTV（2013年12月27日、TBS）
- 裸美人 #10（2012年10月、エンタ!959）
- ヴィーナス・フューチャー #113（2013年2月、エンタ!959）
- エンタ！959ライブ #4（2013年4月、エンタ!959)、#8（2013年8月）
- 月刊 さとう遥希（2013年7月、エンタ!959）
- かすみレディオVol.20（2014年1月、エンタ!959）
- 27時間テレビ「さんま・中居の今夜も眠れない」（2014年7月27日、フジテレビ）
- かすみレディオ #29（2014年10月、エンタ!959）

### Web配信
- Marks group×Lotus group PresentsオールスターAV女優ここに集結！エロ汁ブシャームラムラ祭り(2014年5月30日、ニコニコ生放送)

### アダルトサイト
- 舞ワイフ （高森あゆみ名義）
- #263 Haruki（S-CUTE）

### ゲーム
- 龍が如く0 誓いの場所（2015年3月12日、セガ、PlayStation 3・PlayStation 4）テレクラ嬢・遥希役

### パチンコ
- CRジューシーハニー（2014年12月、サンセイアールアンドディ）
- PジューシーハニーH（ハーレム）（2023年5月、サンセイアールアンドディ）

## 書籍

### 写真集
- 「らぶぱら さとう遥希」（竹書房、2012年7月31日　ISBN:978-4812449844）[1]
- 「蜜ぱら さとう遥希」（竹書房、2014年6月28日　ISBN:978-4812489161）[1]

### Web写真集
- さとう遥希WEB写真集「エンドレス」 XCITY（2012年11月27日、撮影：中山雅文）

## 製品

### トレーディングカード
- AVC ジューシーハニー Vol.22（2013年5月25日、ミント）
- AVC ジューシーハニー Vol.24（2013年11月23日、ミント）